# Vaga de fam del 1981 a Irlanda del Nord

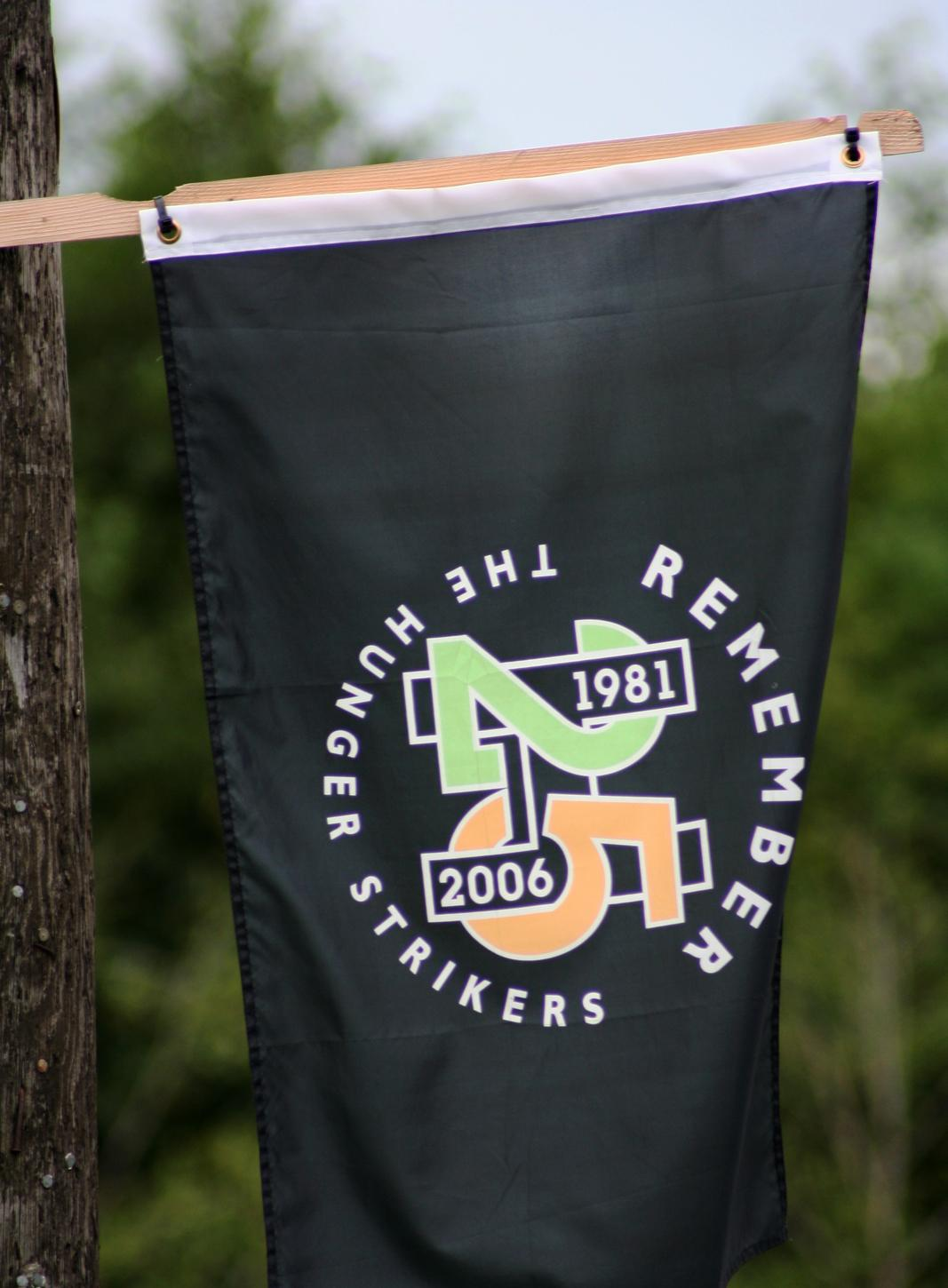
Una bandera commemorativa del 25è aniversari de la vaga de fam

La Vaga de fam irlandesa de 1981 fou la culminació de cinc anys de protesta durant els troubles per part de presos republicans a Irlanda del Nord. La protesta va començar com una protesta de les mantes el 1976, quan el govern britànic va retirar l'estatut de presoner especial als presos de les organitzacions paramilitars. El 1978, després d'un nombre d'atacs als presos que deixaven les seves cel·les al matí per buidar les galledes on havien fet les seves necessitats, la disputa pujà un graó més amb la protesta de la brutícia, quan els presos refusaren rentar-se i cobriren les parets de les seves cel·les amb excrements. El 1980, set presos van participar en la primera vaga de fam, que va acabar després de 53 dies.
La segona vaga de fam va tenir lloc el 1981, i fou una confrontació entre els presos i la Primera Ministra, Margaret Thatcher. Un dels vaguistes, Bobby Sands, fou elegit diputat durant la vaga de fam, la qual cosa va atraure l'atenció dels mitjans de comunicació d'arreu del món. La vaga es va suspendre després que deu presos van arribar a morir de fam, incloent-hi Sands, al funeral del qual van assistir prop de 100.000 persones. La vaga va radicalitzar els polítics nacionalistes irlandesos, i fou la força motriu que va permetre al Sinn Féin convertir-se en el partit polític dominant.

## Rerefons
Hi havia hagut vaga de fam per part de presoners republicans irlandesos des del 1917, i dotze homes ja havien mort prèviament a causa de les vagues de fam, incloent-hi Thomas Ashe, Terence MacSwiney, Seán McCaughey, Michael Gaughan i Frank Stagg. Després de la introducció de l'internament el 1971, la presó de Long Kesh (coneguda després amb el nom de Presó de Maze) funcionava com una mena de camp de presoners de guerra. Els interns vivien en dormitoris i s'autoorganitzaven ells mateixos sota una estructura de tipus militar, amb exercicis militars fets amb armes de foc simulades (fetes de fusta), i rebien conferències sobre guerra de guerrilles i polítiques revolucionàries. Als presos condemnats se'ls van negar els mateixos drets que als interns fins al juliol de 1972, quan l'estatut de categoria especial va ser introduït després de la vaga de fam que van dur a terme 40 presos de l'IRA Provisional, liderats pel veterà republicà Billy McKee. Aquesta categoria, o aquest "estatut polític", significava que els presos eren tractats com si fossin presoners de guerra; per exemple, no havien de dur l'uniforme dels presos o fer treballs a la presó. El 1976, com a part de la política de "criminalització", el Govern britànic va posar fi a aquest estatut especial per als presos paramilitars a Irlanda del Nord. La política no va ser introduïda per als presos que ja hi havia, però sí per a aquells que estaven condemnats per delictes posteriors a l'1 de març de 1976. La fi de l'Estatut de Categoria Especial era una seriosa amenaça per a l'autoritat que podien exercir, sobre els seus homes, els líders paramilitars a dins de la presó, a més de ser un cop de propaganda.

## Les protestes de la manta i la brutícia
El 14 de setembre de 1976, un nou pres condemnat, Kieran Nugent va començar la protesta de la manta, en la qual els presos de l'IRA i de l'INLA refusaren vestir l'uniforme dels presos i, altrament, anaven despullats o amb peces de vestir confeccionades amb mantes de la presó. El 1978, després d'un nombre d'atacs als presos quan treien la galleda de les cel·les amb les seves necessitats, es va produir una escalada de tensió que va desembocar en la protesta de la brutícia, on els presos van refusar de rentar-se i embrutaren les parets de les seves cel·les amb excrements. Aquestes protestes anaven encaminades a restituir llur estatut polític anterior, i van ser recollides en el que es va anomenar les "Cinc Demandes":
1. Dret a no vestir l'uniforme de la presó;
2. Dret a no haver de treballar a la presó;
3. Dret de lliure associació amb altres presos, i d'organitzar activitats educatives i recreatives;
4. Dret a una visita, una carta i un paquet per setmana;
5. Completa restauració de la remissió perduda a través de la protesta.[8]

Inicialment, aquesta protesta no va atraure molt l'atenció, i fins i tot l'IRA la considerava com un tema secundari, comparat amb la seva campanya armada. Va començar a atraure l'atenció quan Tomás Ó Fiaich, l'arquebisbe catòlic d'Armagh, va visitar la presó i condemnà les condicions que hi havia allà.
El 1979, l'antiga diputada Bernadette Devlin McAliskey es va presentar a les eleccions al Parlament Europeu en una plataforma independent de suport als presos que protestaven, i va obtenir un 5,9% dels vots a Irlanda del Nord, tot i que el Sinn Féin havia cridat a boicotejar aquestes eleccions. Poc després d'això, es va formar el Comitè Nacional de base àmplia H-Block/Armagh, en suport de les "Cinc Demandes", amb McAliskey com a portaveu principal. El període previ a la vaga de fam va veure una campanya d'assassinats duta a terme per ambdues bandes (unionistes i nacionalistes). L'IRA va abatre un cert nombre d'oficials de presons; mentre que els lleialistes paramilitars van disparar i abatre també un cert nombre d'activistes del Comitè Nacional H-Block/Armagh i van malferir McAliskey i el seu marit en un intent d'atemptar contra les seves vides.

## Primera vaga de fam
El 27 d'octubre de 1980, presos republicans de la presó de Maze van començar una vaga de fam. Molts presos hi van prendre part voluntàriament, però un total del set van ser seleccionats per igualar el nombre d'homes que van signar la Proclamació de la República d'Irlanda durant l'Alçament de Pàsqua. El grup consistia en els membres de l'IRA Brendan Hughes, Tommy McKearney, Raymond McCartney, Tom McFeeley, Sean McKenna, Leo Green, i el membre de l'INLA John Nixon. L'1 de desembre, tres recluses de la presó de dones d'Armagh s'uniren a la vaga, incloent-hi Mairéad Farrell, seguides durant una breu vaga de fam per dotze reclusos més de la presó de Maze. En una guerra de nervis entre els comandaments de l'IRA i el govern britànic, amb McKenna que requeia i sortia del coma, i es trobava al llindar de la mort, el govern va aparèixer per concedir els punts essencials que demanaven els presos amb les seves cinc demandes, mitjançant un document de trenta pàgines on es detallava l'acord proposat. Amb el document en trànsit cap a Belfast, Hugh va prendre la decisió de salvar la vida de MckKenna i acabar amb la vaga, després de 53 dies, el 18 de desembre.

## Segona vaga de fam

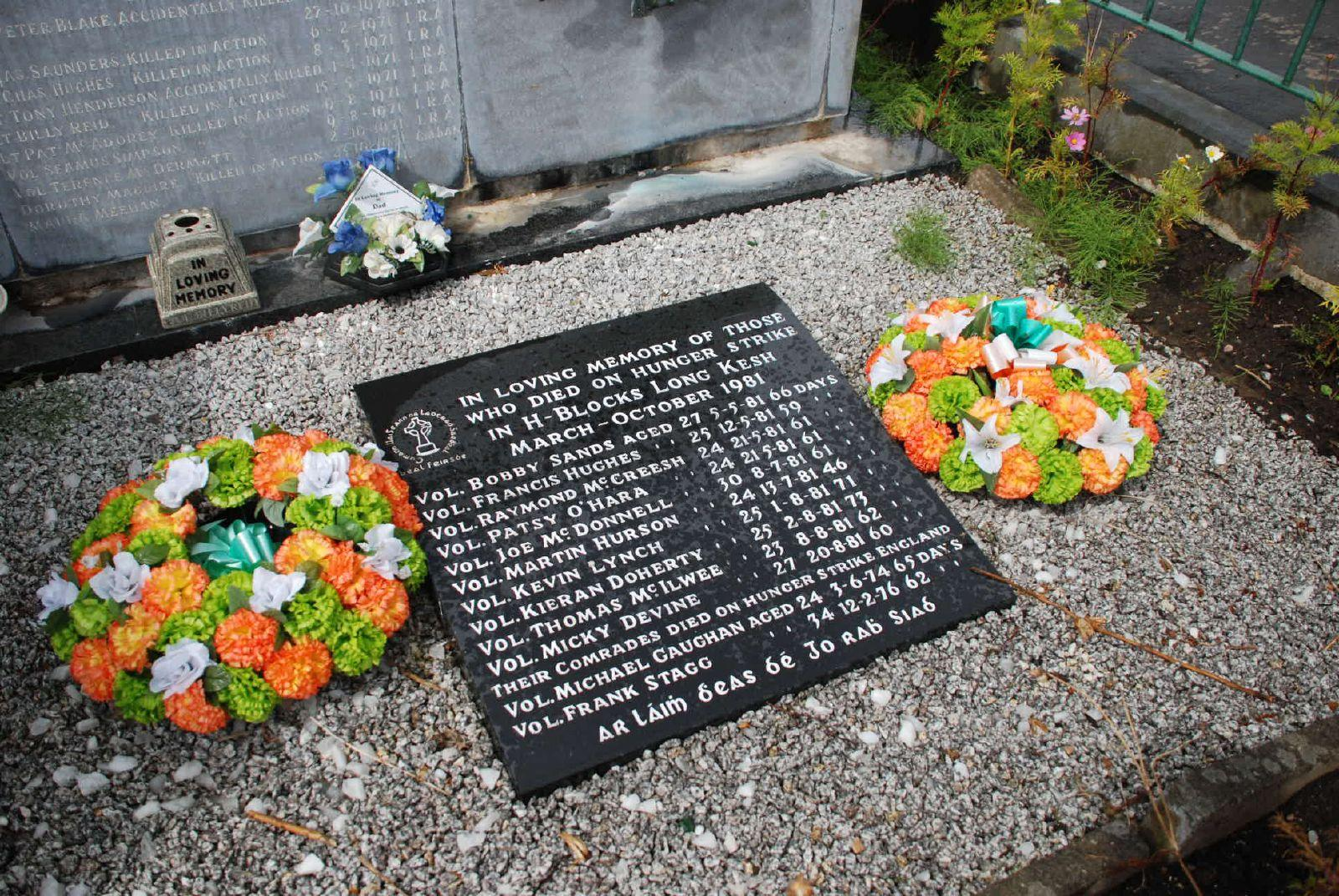
Un monument en record de la vaga de fam al Cementiri de Miltown, Belfast.

El gener de 1981, va esdevenir clar que les demandes dels presos no havien estat concedides. Les autoritats penitenciàries van començar a subministrar als presos una roba que oficialment era declarada roba de civil, però el que els presos demanaven era poder vestir la seva pròpia roba. El 4 de febrer, els presos van emetre un comunicat on deien que el govern britànic no havia reeixit a resoldre la crisi i declaraven la seva intenció de dur a terme "un cop més una vaga de fam". La segona vaga de fam va començar l'1 de març, quan Bobby Sands, l'antic oficial comandant de l'IRA a la presó, va refusar el menjar. A diferència de la primera vaga, els presos s'hi van unir d'un en un, a intèrvals esglaonats, perquè creien que així despertarien el màxim suport públic i exercirien la màxima pressió sobre la Primera Ministra Margaret Thatcher.
El moviment republicà inicialment va lluitar per generar suport públic a la segona vaga de fam. El diumenge abans que Sands comencés la seva vaga, 3.500 persones van marxar cap a l'oest de Belfast; durant la primera vaga de fam, quatre mesos abans, s'havien comptabilitzat 10.000 persones Tanmateix, quan ja es duien cinc dies de vaga, el diputat republicà independent Frank Maguire va morir, la qual cosa va tenir com a resultat una nova elecció per triar un nou representant del districte. Hi va haver un debat entre nacionalistes i republicans pel que fa a qui havia de participar en les eleccions: Austin Currie del Partit Laborista va manifestar el seu interès, igual que Bernadette Devlin McAliskey i Noel, el germà de Maguire. Després de les negociacions, i les amenaces implícites a Noel Maguire, van acordar no dividir el vot nacionalista en impugnar l'elecció i Sands es va presentar com un candidat antiH-Block en contra del candidat del Partit Unionista de l'Ulster, Harry West Després d'una campanya d'alt perfil, l'elecció es va dur a terme el 9 d'abril, i Sands fou elegit membre de la Cambra dels Comuns britànica, amb 30.492 vots contra 29.046 de West
La victòria electoral de Sands va donar força a l'esperança d'una solució negociada, però Margaret Thatcher, es va mantenir ferma en la seva negativa a fer concessions als vaguistes de fam. Ella va declarar: "No estem disposats a considerar la categoria especial per a certs grups de persones que compleixen condemnes per un delicte. Un delicte és un delicte, no és política".
Els mitjans de comunicació del món van baixar a Belfast, i diversos intermediaris van visitar Sands en un intent de negociar una fi a la vaga de fam, incloent-hi Síle de Valera, neta d'Eamon de Valera, el bisbe John Magee, enviat personal del Papa Joan Pau II, i funcionaris de la Comissió Europea dels Drets Humans. Amb Sands a prop de la mort, la posició del govern va romandre sense canvis, amb el Secretari d'Estat per a Irlanda del Nord Humphrey Atkins que afirmava: "Si el senyor Sands persistís en el seu desig de suïcidar-se, això seria la seva elecció. El Govern no l'obligaria a rebre tractament mèdic".
El 5 de maig, Sands va morir a l'hospital de la presó el dia seixanta-sis de la seva vaga de fam, el que va provocar disturbis a les zones nacionalistes d'Irlanda del Nord. Humphrey Atkins va emetre un comunicat dient que Sands es va suïcidar. "sota les instruccions dels que va considerar útil per a la seva causa que ell hagués de morir". Més de 100.000 persones s'alineaven en la ruta del seu funeral, que es va dur a terme amb tots els honors militars de l'IRA. Margaret Thatcher no va mostrar gens de pesar per la seva mort, i va dir a la Cambra dels Comuns que "el sr. Sands era un delinqüent condemnat. Va decidir llevar-se la vida. Era una opció que la seva organització no va permetre a moltes de les seves víctimes".
En les dues setmanes després de la mort de Sands, tres vaguistes més van morir. Francis Hughes va morir el 12 de maig, la qual cosa va donar lloc a disturbis a les zones més nacionalistes d'Irlanda del Nord, en particular, Derry i Belfast. Després de les morts de Raymond McCreesh i Patsy O'Hara el 21 de maig, Tomàs O Fiaich, llavors Primat d'Irlanda, va criticar la forma com el govern britànic havia afrontat el tema de la vaga de fam. Malgrat això, Margaret Thatcher es va negar a negociar un acord, afirmant que "Davant el fracàs de la seva desacreditada causa, els homes de la violència han triat, en els últims mesos, jugar el que bé podria ser la seva última carta ", durant una visita a Belfast a finals de maig.
Nou presos protestants van impugnar les eleccions generals de juny de 1981 a la República d'Irlanda. Kieran Doherty i Paddy Agnew (que no estava en vaga de fam) van ser elegits per Cavan-Monaghan i Louth, respectivament, i Joe McDonnell va perdre les eleccions per un estre marge a Sligo-Leitrim Hi havia també eleccions locals a Irlanda del Nord en aquesta època, i encara que el Sinn Féin no hi va concórrer, alguns grups més petits i independents, que havien donat suport a la vaga de fam, van obtenir alguns èxits, p. ex. el Partit per la Independència d'Irlanda va guanyar 21 escons, mentre que el Partit Socialista Republicà Irlandès (braç polític de l'INLA) i People's Democracy un grup trotskista van obtenir dos escons cadascun, i un nombre de candidats independents, que es van manifestar a favor de la vaga de fam, també van obtenir escons El govern britànic es va afanyar a evitar, a través de la Representation of the People Act 1981, que no es tornés a presentar un altre pres per disputar la segona elecció a Fermanagh i South Tyrone, una elecció que havia de tenir lloc després de la mort de Sands.

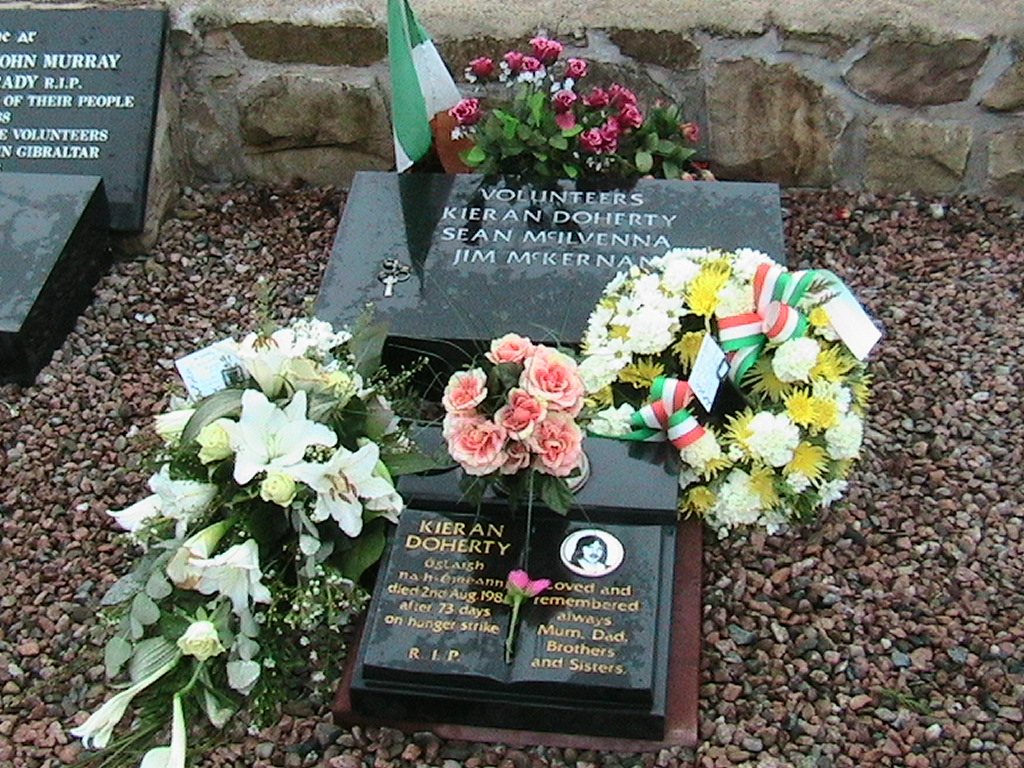
Un monument dedicat al vaguista de fam Kieran Doherty.

Després de la mort de Joe McDonnell i Martin Hurson, les famílies d'alguns dels vaguistes de fam va assistir a una reunió el 28 de juliol amb el sacerdot catòlic Denis Faula. Les famílies van expressar la seva preocupació per la falta d'un acord amb el sacerdot, i es va prendre la decisió de reunir-se amb Gerry Adams aquell mateix dia. En la reunió, el Pare Faula va pressionar Adams per trobar una manera de posar fi a la vaga, i Adams va acordar demanar a la direcció de l'IRA a fi que ordenés als homes que posessin fi a la vaga de fam. L'endemà, Adams es va reunir amb sis dels vaguistes de fam per esbossar una proposta d'acord, basant-se en una oferta del govern britànic perquè es posés fi a la vaga Els vaguistes van rebutjar la resolució, en la creença que acceptar una mica menys que les "cinc exigències" seria una traïció al sacrifici realitzat per Bobby Sands i els altres homes que havien mort
El 31 de juliol, la vaga de fam va començar a trencar-se, quan la mare de Paddy Quinn va insistir en la intervenció mèdica per salvar-li la vida. L'endemà, Kevin Lynch va morir, seguit de Kieran Doherty el 2 d'agost, Thomas McElwee el 8 d'agost i Michael Devinee el 20 d'agost. El dia que Devine va morir, l'agent de l'elecció de Sands, Owen Carron, va guanyar les eleccions de 1981 a Fermanagh i South Tyrone amb més vots El 6 de setembre la família de Laurence McKeown es va convertir en la quarta família en intervenir i va demanar un tractament mèdic per salvar-li la vida, i Cahal Daly va emetre una declaració demanant als presos republicans que posessin fi a la vaga de fam. Una setmana més tard James Prior substitueix Humphrey Atkins com a Secretari d'Estat per a Irlanda del Nord, i es va reunir amb els presoners en un intent per posar fi a la vaga Liam McCloskey va acabar. la seva vaga el 26 de setembre després que la seva família va dir que demanaria la intervenció mèdica en cas que perdés el coneixement, i es va posar de manifest que les famílies dels vaguistes restants també intervindrien per salvar les seves vides. La vaga es va suspendre a les 03:15 pm del 3 d'octubre, i tres dies més tard, Prior va anunciar concessions parcials als presoners, inclòs el dret a portar la seva pròpia roba en tot moment. L'única de les "cinc demandes" pendents que no es va complir va ser el dret a no fer treballs penitenciaris. Després del sabotatge dels presos i la fuga de la presó de Maze el 1983, els tallers van ser tancats, garantint-se efectivament les "cinc demandes", però sense cap reconeixement formal o polític de cap mena d'estatus per part del Govern

### Participants que van morir en la vaga de fam
Durant l'estiu de 1981, deu vaguistes de fam van morir. Els seus noms, afiliació paramilitar, dates de la mort i durada de la vaga de fam són els següents:
| Nom              | Afiliació paramilitar | Començament de la vaga | Data de la mort | Durada de la vaga | Raó de l'empresonament                                              |
| ---------------- | --------------------- | ---------------------- | --------------- | ----------------- | ------------------------------------------------------------------- |
| Bobby Sands      | IRA                   | 1 de març              | 5 de maig       | 66 dies           | Possessió d'arma de foc (pistola)                                   |
| Francis Hughes   | IRA                   | 15 de març             | 12 de maig      | 59 dies           | Diversos delictes, incloent-hi l'assassinat d'un soldat             |
| Raymond McCreesh | IRA                   | 22 de març             | 21 de maig      | 61 dies           | Intent d'assassinat, tinença d'un fusell, pertinença a l'IRA        |
| Patsy O’Hara     | INLA                  | 22 de març             | 21 de maig      | 61 dies           | Tinença d'una granada de mà                                         |
| Joe McDonnell    | IRA                   | 8 de maig              | 8 de juliol     | 61 dies           | Tinença d'arma de foc                                               |
| Martin Hurson    | IRA                   | 28 de maig             | 13 de juliol    | 46 dies           | Intent d'assassinat, participació en explosions, pertinença a l'IRA |
| Kevin Lynch      | INLA                  | 23 de maig             | 1 d'agost       | 71 dies           | Robatori d'escopetes, participació en un tiroteig de represàlia     |
| Kieran Doherty   | IRA                   | 22 de maig             | 2 d'agost       | 73 dies           | Tinença d'armes de foc i explosius, segrest                         |
| Thomas McElwee   | IRA                   | 8 de juny              | 8 d'agost       | 62 dies           | Homicidi involuntari                                                |
| Michael Devine   | INLA                  | 22 de juny             | 20 d'agost      | 60 dies           | Robatori i tinença d'armes de foc                                   |

L'informe original del patòleg va assenyalar com a causa de la mort "una fam autoimposada". Això va ser esmenat més tard per una expressió més simple: "fam", després de les protestes de les famílies dels vaguistes morts. L'informe del forense parla de "fam autoimposada".

### Altres participants en la vaga de fam
Tot i que van morir deu homes en el transcurs de la vaga de fam, trenta-vuit més van començar a refusar els aliments, però van abandonar la vaga de fam, ja fos per motius mèdics o després de la intervenció de les seves famílies. Molts d'aquests encara pateixen els efectes de la vaga, amb problemes que inclouen patologies digestives, visuals, físiques i neurològiques.
| Nom                | Afiliació paramilitar | Començament de la vaga | Final de la vaga | Durada de la vaga | Raons per acabar la vaga                                                                |
| ------------------ | --------------------- | ---------------------- | ---------------- | ----------------- | --------------------------------------------------------------------------------------- |
| Brendan McLaughlin | IRA                   | 14 de maig             | 26 de maig       | 13 dies           | Patia perforació d'úlcera i hemorràgia interna                                          |
| Paddy Quinn        | IRA                   | 15 de juny             | 31 de juliol     | 47 dies           | Tret de la vaga per la seva família                                                     |
| Laurence McKeown   | IRA                   | 29 de juny             | 6 setembre       | 70 dies           | Tret de la vaga per la seva família                                                     |
| Pat McGeown        | IRA                   | 9 de juliol            | 20 d'agost       | 42 dies           | Tret de la vaga per la seva família                                                     |
| Matt Devlin        | IRA                   | 14 de juliol           | 4 setembre       | 52 dies           | Tret de la vaga per la seva família                                                     |
| Liam McCloskey     | INLA                  | 3 d'agost              | 26 de setembre   | 55 dies           | La seva família va dir que ells voldrien intervenir si ell arribava a estar inconscient |
| Patrick Sheehan    | IRA                   | 10 d'agost             | 3 d'octubre      | 55 dies           | Fi de la vaga de fam                                                                    |
| Jackie McMullan    | IRA                   | 17 d'agost             | 3 d'octubere     | 48 dies           | Fi de la vaga de fam                                                                    |
| Bernard Fox        | IRA                   | 24 de juliol           | 24 de setembre   | 32 dies           | Patia una obstrucció en un ronyó                                                        |
| Hugh Carville      | IRA                   | 31 d'agost             | 3 d'octubre      | 34 dies           | Fi de la vaga de fam                                                                    |
| John Pickering     | IRA                   | 7 de setembre          | 3 d'octubre      | 27 dies           | Fi de la vaga de fam                                                                    |
| Gerard Hodgkins    | IRA                   | 14 de setembre         | 3 d'octubre      | 20 dies           | Fi de la vaga de fam                                                                    |
| James Devine       | IRA                   | 21 de setembre         | 3 d'octubre      | 13 dies           | Fi de la vaga de fam                                                                    |

## Conseqüències

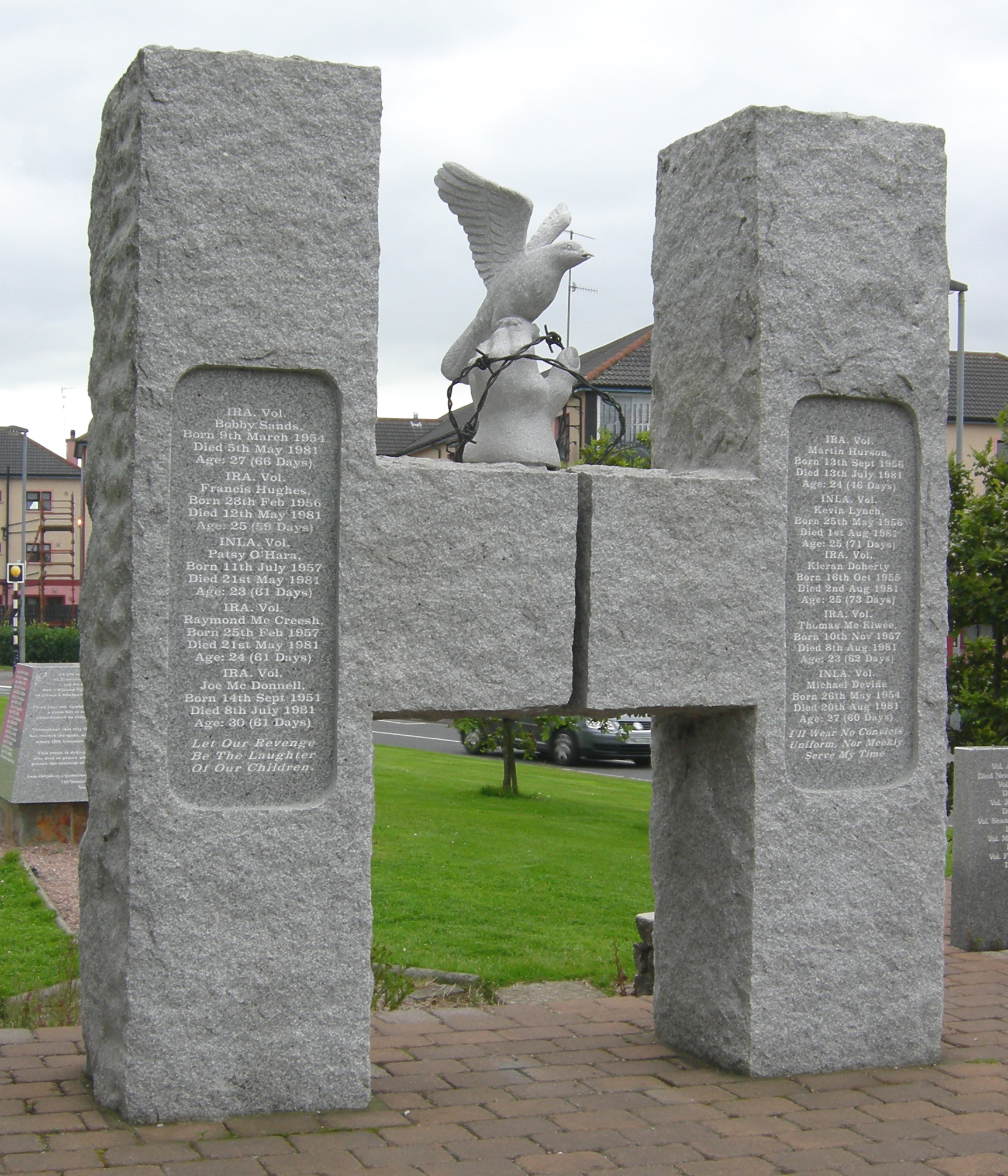
Un monument a la vaga de fam a Derry's Bogside en Free Derry Corner.

La premsa britànica va elogiar la vaga de fam com un triomf de Margaret Thatcher. El diari The Guardian va dir: "El Govern ha superat les vagues de fam en una mostra de la seva resolta determinació a no deixar-se intimidar". No obstant això, la vaga de fam va ser una victòria pírrica de Thatcher i el govern britànic. Thatcher es va convertir en una figura odiada pels republicans, en proporcions només assolides per Cromwell. Danny Morrison la descriu com "la filla de puta més gran que mai hàgim conegut" Hi va haver una àmplia condemna internacional del tractament de la vaga de fam per part del govern britànic, i la relació entre els governs britànic i irlandès es va tensar. Igual que amb l'internament el 1971 i el diumenge sagnant el 1972, es va impulsar el reclutament de nous membres de l'IRA, la qual cosa va donar lloc a una nova onada d'activitat paramilitar. Es va produir un ressorgiment de la violència, després dels comparativament tranquils anys de finals dels 70, amb aldarulls generalitzats a Irlanda del Nord i disturbis davant l'ambaixada britànica a Dublín Les forces de seguretat van disparar 29.695 bales de plàstic el 1981, causant set morts, enfront d'un total de prop de 16.000 bales i quatre morts en els vuit anys següents a la vaga de fam. L'IRA va prosseguir les seves accions armades durant els set mesos de la vaga, matant tretze policies, vuit soldats, cinc membres del Regiment de Defensa de l'Ulster i cinc civils. Aquests set mesos van ser un dels períodes més sagnants dels Troubles, amb un total de 61 persones mortes, 34 d'elles civils. Tres anys més tard, l'IRA va tractar de venjar-se de Margaret Thatcher amb un atemptat durant un congrés del Partit Conservador a un hotel de Brighton, on van morir cinc persones i en el qual la mateixa Thatcher es va escapar de la mort per ben poc.
La vaga de fam va induir el Sinn Féin a moure's cap a polítiques electorals -la victòria electoral Sands, combinada amb la dels candidats a favor de la vaga de fam a les eleccions locals d'Irlanda del Nord i les eleccions al Dáil a la República d'Irlanda, va donar a llum a "l'estratègia de l'arma i l'urna, on Gerry Adams va afirmar que "La seva victòria [Sands] fa palesa la mentida que els vaguistes de fam i, per extensió, l'IRA i el moviment republicà no tenia tot el suport popular" Les victòries electorals de Doherty i Agnew també van tenir un impacte polític a la República d'Irlanda, perquè ells negaven el poder de Charles Haughey. que havia sortit del govern del Fianna Fáil El 1982, el Sinn Féin va guanyar cinc escons en les eleccions a l'Assemblea d'Irlanda del Nord, i el 1983, Gerry Adams, va guanyar un escó a les eleccions generals Com a resultat de la base política construïda durant la vaga de fam, el Sinn Féin va continuar creixent en les següents dues dècades, i és actualment el major partit nacionalista a Irlanda del Nord.
El 2005, el paper de Gerry Adams va ser qüestionat per l'ex presoner Richard O'Rawe, que era l'oficial de relacions públiques dins de la presó durant la vaga. O'Rawe afirma en el seu llibre Blanketmen que Adams va perllongar la vaga, ja que va ser de gran benefici polític per al Sinn Féin i va permetre que Owen Carron guanyés el seient de Sands. Aquesta afirmació és negada per diversos vaguistes de fam i Brendan McFarlane, que va ser OC (Officer comanding) a la presó durant la vaga de fam. McFarlane afirma que la versió dels esdeveniments d'O'Rawe és confusa i fragmentària, i afirma que "Estàvem desesperats per una solució. S'hauria pres qualsevol acord que anés en el sentit de complir les cinc demandes. Si s'hagués confirmat per escrit, l'hauria agafat ... No hi va haver mai un acord, mai no hi va haver un "el prens o ho deixes" en absolut".

## Commemoracions
Hi ha monuments i murals en memòria dels vaguistes de fam en els pobles i ciutats de tota Irlanda, incloent-hi Belfast, Dublín, Derry, Crossmaglen i Camlough. A Irlanda tenen lloc commemoracions anuals per cada home que va morir en la vaga de fam, i es duu a terme una marxa anual commemorativa de la vaga de fam a Belfast, qua inclou una lectura al monument dedicat a Bobby Sands. Diversos pobles i ciutats a França tenen carrers amb el nom de Bobby Sands, incloent-hi París i Le Mans. El govern de l'Iran també va anomenar Bobby Sands un carrer que voreja l'ambaixada britànica a l'Iran, que abans es deia carrer Winston Churchill.
Hi ha un monument als homes que van morir a la Revolta irlandesa de 1798, a l'Alçament de Pasqua i a la vaga de fam al cementiri de Waverley, Sydney, Austràlia, que és també el lloc d'enterrament de Michael Dwyer de la Societat dels Irlandesos Units El 1997, la ciutat de Hartford, (Connecticut), als Estats Units, va dedicar un monument a Bobby Sands i als altres vaguistes de fam. El monument es troba en una rotonda coneguda com a "Cercle de Bobby Sands", a la part inferior de Maple Avenue, a prop de Goodwin Parc. A Cuba hi ha també un memorial de record de Bobby Sands i els altres 9 vaguistes de fam que perderen la vida. Va ser inaugurat per Gerry Adams el 18 de desembre de 2001 al parc Victor Hugo de L'Havana, Fidel Castro fou un dels líders que donà suport als vaguistes el 1981. El 20 de març del 2001, el president nacional del Sinn Féin, Mitchel McLaughlin va obrir l'Exposició nacional del comitè commemoratiu de la vaga de fam, a l'Hotel Europa (Belfast), que inclou tres obres d'art originals d'artistes amb seu a Belfast. També es va posar en marxa una exposició per separat, a Derry, el mes següent. S'han fet tres pel·lícules sobre la base dels esdeveniments de la vaga de fam, Some Mother's Son, protagonitzada per Helen Mirren, H3 (que va ser coescrita per l'antic vaguista Laurence McKeown), i Hunger, amb Steve McQueen.